# Victor Belmondo

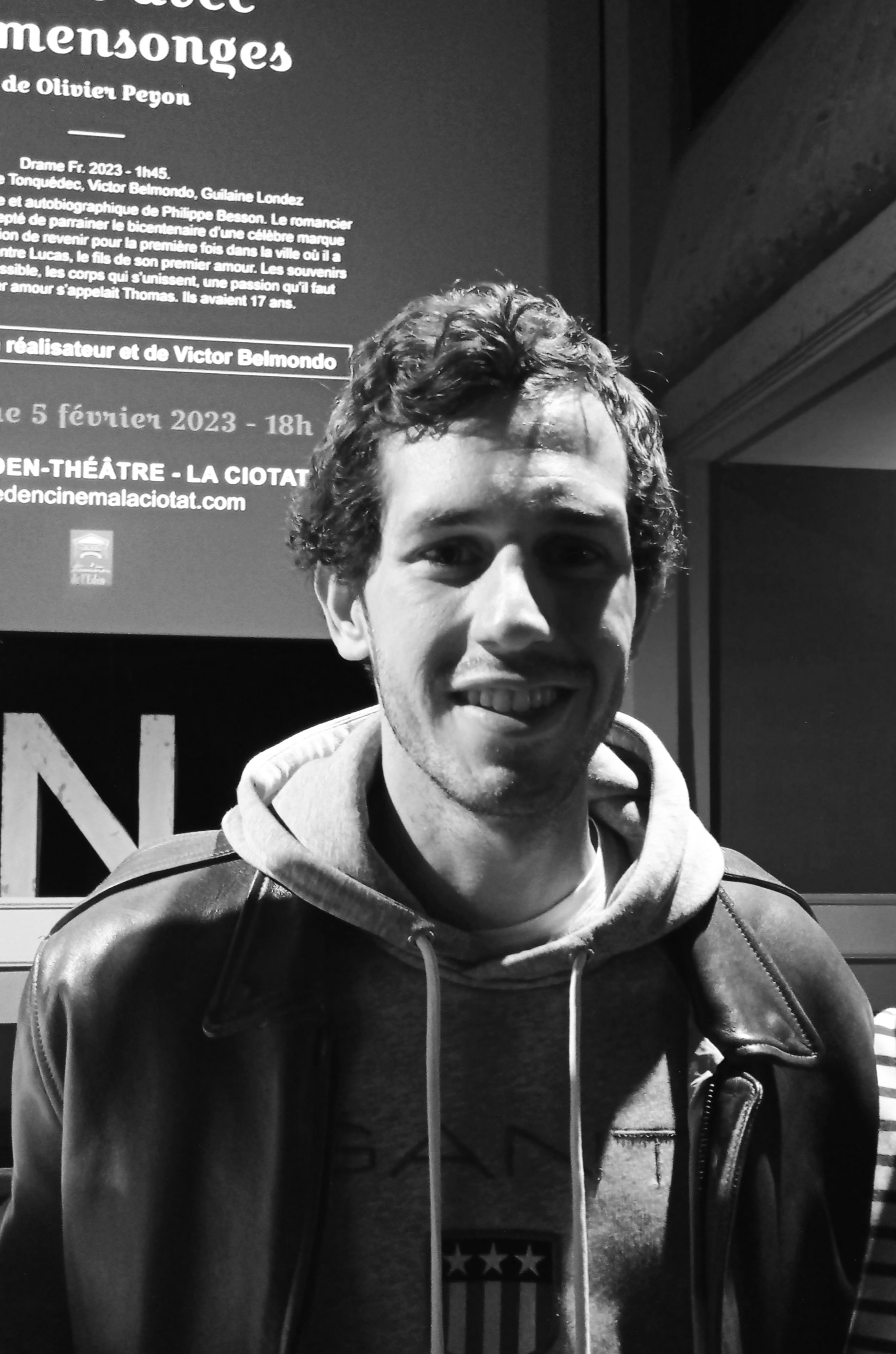
Victor Belmondo (2023)

Victor Belmondo (* 15. Dezember 1993 in Boulogne-Billancourt) ist ein französischer Theater- und Filmschauspieler.

## Leben
Victor Belmondo wurde 1993 in der Gemeinde Boulogne-Billancourt südwestlich von Paris geboren. Er ist der Sohn des Rennfahrers und Schauspielers Paul Belmondo und der Fernsehmoderatorin Luana Tenca und hat zwei Brüder namens Alessandro und Giacomo. Sein im September 2021 verstorbener Großvater war Jean-Paul Belmondo.
Im Alter von zehn Jahren war er in dem Kurzfilm Acharnés an der Seite seines Vaters zu sehen. Nach seinem Drehbuchdiplom nahm Belmondo Theaterunterricht am Cours Peyran Lacroix des Théâtre de la Pépinière, einem der renommiertesten in Paris. Anschließend arbeitete er als Regieassistent beim Theaterstück Ghost Light und hiernach als Schauspieler beim Theaterstück Les Couteaux dans le dos. Im Jahr 2015 spielte er in dem Film La vie très privée de Monsieur Sim neben Mathieu Amalric und Jean-Pierre Bacri und 2019 neben Thaïs Alessandrin und Sandrine Kiberlain in dem Film Ausgeflogen von Regisseurin von Lisa Azuelos. Im folgenden Jahr war er in Envole-moi von Christophe Barratier an der Seite der Schauspieler Gérard Lanvin und Yoann Eloundou in der Rolle von Thomas zu sehen. In dem Filmdrama Hör auf zu lügen von Olivier Peyon, das im August 2022 beim Festival du film francophone d’Angoulême seine Premiere feierte, spielte Belmondo an der Seite von Guillaume de Tonquédec den Sohn dessen früheren besten Freundes und heimlichen Geliebten.

## Filmografie
- 2004: Acharnés (Kurzfilm)
- 2015: La vie très privée de Monsieur Sim
- 2018: Vous êtes jeunes vous êtes beaux
- 2019: Ausgeflogen (Mon bébé)
- 2019: All Inclusive
- 2019: Versus
- 2020: De Gaulle
- 2021: Envole-moi
- 2021: Albatros
- 2021: Seuls dans la nuit (Kurzfilm)
- 2022: Hör auf zu lügen (Arrête avec tes mensonges)
- 2022: Miskina, la pauvre (Fernsehserie, 8 Folgen)
- 2022: Notre-Dame (Fernsehserie, 6 Folgen)
- 2023: Bardot (Fernsehserie, 6 Folgen)
- 2023: Marie-Line et son juge
- 2023: Un coup de dés
- 2024: Vivre, mourir, renaître
- 2024: Joli joli
- 2025: Bastion 36 als Antoine Cerda